# Vlag van Vietnam
De vlag van Vietnam bestaat uit een rood veld met in het midden een grote, gele ster. De vlag werd op 30 november 1955 aangenomen als de vlag van Noord-Vietnam. Toen Noord- en Zuid-Vietnam zich op 2 juli 1976 herenigden, werd deze vlag de nationale vlag van de Republiek Vietnam.

## Symboliek
De vlag bestaat uit een rood veld met een grote, gele ster, die het leiderschap van de Vietnamese Communistische Partij symboliseert. De vijf punten van de grote, gele ster staan voor de arbeiders, de boeren, de soldaten, de intellectuelen en de handelaars. Het rood in de vlag staat voor het bloed van het volk en voor de communistische revolutie.
De vlag werd ontworpen door Nguyễn Hữu Tiến, een Vietnamese revolutionair.

Constructie van de vlag

## Geschiedenis

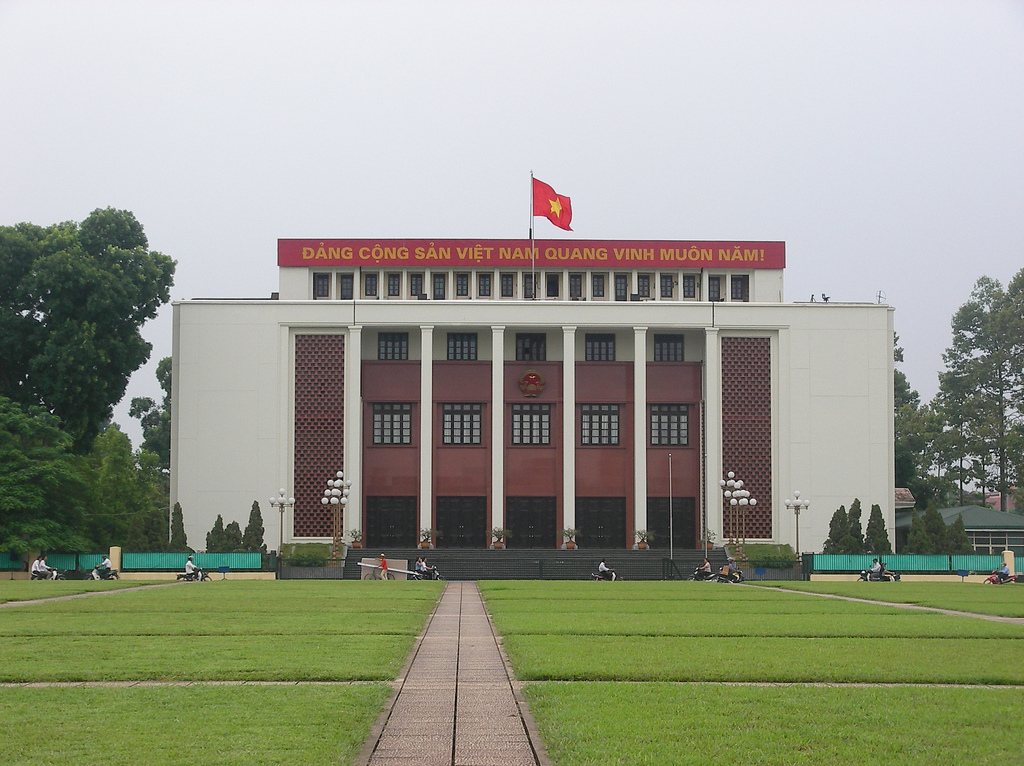
Vietnamese vlag in Hanoi.

Vanaf 1883 behoorde Vietnam (toen 'Annam' genoemd) tot Frans-Indochina. Annam gebruikte een gele vlag met in de linkerbovenhoek de Franse Tricolore. Tijdens de Tweede Wereldoorlog was Vietnam korte tijd een Japanse vazalstaat. In die periode gebruikte het land een gele vlag met een rode Quẻ Ly (☲). Deze symboliseert onder andere de richting zuiden.
Na de Tweede Wereldoorlog werd Vietnam gesplitst in een noordelijk en een zuidelijk deel. Noord-Vietnam ging een rode vlag met een gele ster gebruikten (deze ster was dikker dan die van de huidige vlag). Zuid-Vietnam ging eerst dezelfde vlag gebruiken als de vlag uit de kortstondige Japanse periode. In 1948 werd de vlag vervangen door een gele vlag met drie rode horizontale banen en kan worden uitgelegd als emblematisch voor het gemeenschappelijke bloed dat door het noorden, midden en zuiden van Vietnam stroomt. Deze vlag is afkomstig van de machtige Nguyen-dynastie, die deze vlag gebruikte tussen 1890 en 1920. De vlag wordt soms nog steeds gebruikt door Vietnamese emigranten in o.a. de Verenigde Staten, die de huidige vlag als een symbool van communistische onderdrukking zien. Anderzijds zijn ook personen in Vietnam vervolgd voor het gebruik van de Zuid-Vietnamese vlag.
Zuid-Vietnam gaf zich na de val van Saigon op 30 april 1975 over aan Noord-Vietnam, waarmee de Vietnamoorlog voorbij was. Tijdens de Vietnamoorlog richtten de communisten in Zuid-Vietnam op 8 juni 1969 een eigen staat op. Deze staat was de Republiek Zuid-Vietnam. Deze gebruikte dezelfde vlag als Noord-Vietnam, maar dan was de onderste helft van de vlag blauw. Vanaf 30 juni 1975 tot de officiële hereniging op 2 juli 1976 was dit de officiële vlag van Zuid-Vietnam.

## Chronologie

Vlag van de Tay Son-periode, 1778–1788
Vlag van de Tay Son-periode, 1788–1802
Vlag van de Nguyen-dynastie, 1802–1885
Protectoraatvlag van Annam en Tonkin, 1885 tot 9 maart 1945
Vlag van de Nguyen-dynastie, jaren 20–1945
Vlag van de Keizerrijk Vietnam, 1945
Vlag van Democratische Republiek Vietnam, 1945–1955
Vlag van de Autonome Republiek Cochinchina, 1946
Vlag van de Autonome Republiek Cochinchina, 1946-1948
Vlag van de staat Vietnam en vlag van de Republiek Vietnam, 1949-1975
Vlag van Democratische Republiek Vietnam, 1955–1976 en Socialistische Republiek Vietnam, 1976–heden
Vlag van  Voorlopige Revolutionaire Regering van Zuid-Vietnam, 1969–1976

## Zie ook

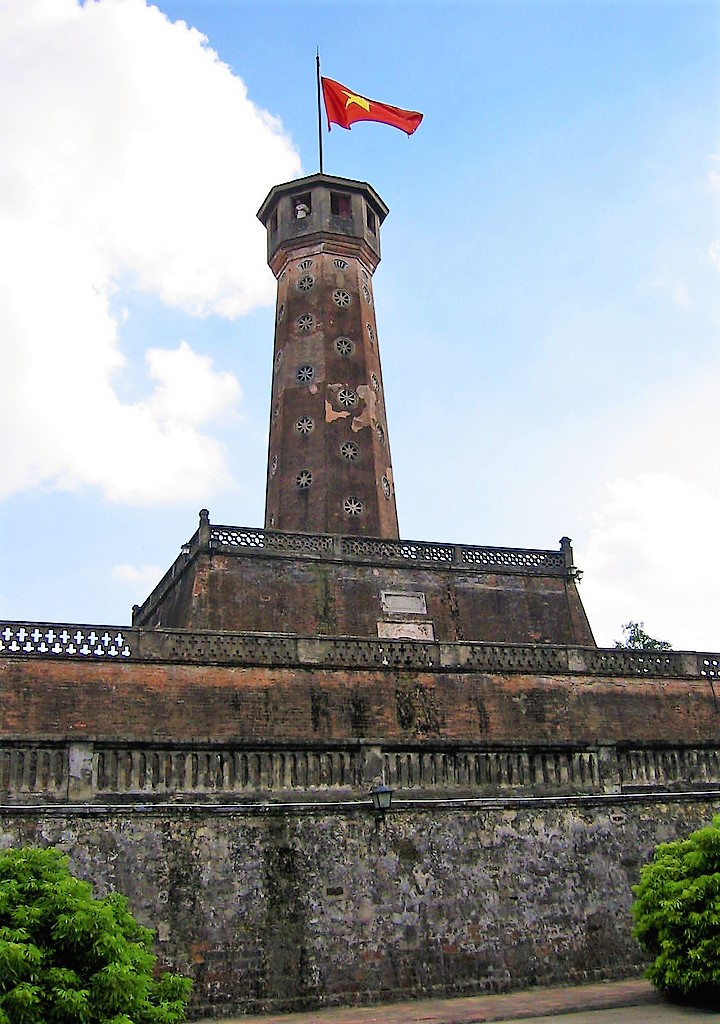
Vlaggentoren van Hanoi